# Jelena Wasilewska
Jelena Wasiljewna Wasilewska (ros. Елена Васильевна Василевская) (ur. 27 lutego 1978 w Jekaterynburgu) – rosyjska siatkarka, reprezentantka Rosji, rozgrywająca.
Zdobyła srebrny medal na Igrzyskach Olimpijskich w 2000 r., a także trzykrotnie mistrzostwo Europy w 1997, 1999 i 2001 r.
Karierę sportową zakończyła w 2009 r.